# Niemyje Nowe
Niemyje Nowe (do 11 stycznia 1963 Niemyje-Siudy, następnie Nowe Niemyje) – wieś w Polsce położona w województwie podlaskim, w powiecie bielskim, w gminie Rudka.
Wieś jest siedzibą  rzymskokatolickiej parafii Matki Bożej Królowej Polski.
W latach 1975–1998 miejscowość administracyjnie należała do województwa białostockiego.
W 2011 roku wieś zamieszkiwały 144 osoby.